# Гротузенког
Гро́тузенког (нем. Grothusenkoog, с.-фриз. Grothusenkuuch, н.-нем. Groothusenkoog, дат. Grothusen Kog) — коммуна в Германии, в земле Шлезвиг-Гольштейн.
Входит в состав района Северная Фризия. Подчиняется управлению Айдерштедт. Население составляет 20 человек (на 31 декабря 2010 года). Занимает площадь 3,27 км². Самая маленькая коммуна которая подчиняется управлению Айдерштедт.
Официальным языком в населённом пункте, помимо немецкого, является севернофризский.

## История
Гротхузенког был передан генерал-лейтенанту Отто Иоганну Фрайхерру фон Гротхузену, заслужившему особое признание на службе Готторфу, 10 января 1693 года по указу тогдашнего герцога Кристиана Альбрехта.